# Svenska vårdpersonalförbundet
Svenska vårdpersonalförbundet var ett svenskt fackförbund inom Landsorganisationen (LO) som ursprungligen bildades 1906 med namnet Sveriges fångvårdsmannaförbund och namnändrades 1963 till Svenska vårdpersonalförbundet. Det uppgick 1970 i Statsanställdas förbund.

## Bakgrund
Trots försök före sekelskiftet att organisera personalen vid landets fångvårdsanstalter, så bildades yrkets första fackförening, Västra Sveriges fångvårdsbetjäntes förening, i Göteborg först 1906. Den fick en efterföljare i Stockholm året därpå. 

## Historia
- 1906 bildades Sveriges fångvårdsmannaförbund på initiativ av föreningen i Göteborg. Ordförande blev Karl Gutke.
- 1911 inrättades en begravningskassa.
- 1923 hade förbundet 649 medlemmar. [1]
- 1930 blev det möjligt för anställda vid icke-statliga institutioner som alkoholistanstalter och uppfostringsanstalter att bli medlemmar. Dittills hade bara personal vid de statliga fängelserna haft rätt att bli medlemmar.
- 1950 hade förbundet 50 avdelningar med 1354 medlemmar.
- 1963 bytte förbundet namn till Svenska vårdpersonalförbundet eftersom yrkesspridningen hade ökat under åren.
- 1965 förstatligades polis-, åklagar- och exekutionsväsendet och ett antal medlemmar överfördes av den anledningen från Svenska kommunalarbetareförbundet.
- 1966 fick förbundet, liksom andra inom staten, full förhandlingsrätt och kunde sluta kollektivavtal.
- 1970 var man tvungna att effektivisera förhandlingarna på det statliga området. Statstjänarekartellen förslog inte längre.  Åtta förbund och delar av ett nionde bildade därför tillsammans det nya Statsanställdas förbund.